# Нотариальное действие
Нотариальные действия — юридически значимые действия, совершаемые нотариусами, должностными лицами местных органов исполнительной власти, а также уполномоченными должностными лицами консульских учреждений.
Состав и объем нотариальных действий варьируется от страны к стране и устанавливается законодательством этой страны.
Нотариальные действия в России совершают в соответствии с Основами законодательства Российской Федерации о нотариате нотариусы, работающие в государственной нотариальной конторе или занимающиеся частной практикой. В случае, если в населённом пункте нет ни одного нотариуса, закон наделяет главу местной администрации правом совершать ряд нотариальных действий. При этом вне зависимости от того, кто именно (государственный или частнопрактикующий нотариус, глава администрации поселения) совершил нотариальное действие (в рамках своих полномочий), юридическая сила документа признаётся одинаковой.
Первоначально в СССР, а затем в России были только государственные нотариальные конторы. Но когда закон стал допускать существование частнопрактикующих нотариусов, то большая часть нотариусов перешла из разряда государственных в частнопрактикующие. Во многих крупных городах теперь нет ни одного государственного нотариуса.

## Нотариальные действия, совершаемые нотариусами, занимающимися частной практикой (либо работающими в государственных нотариальных конторах)
- Удостоверение сделок;
- выдача свидетельств о праве собственности на долю в общем имуществе супругов;
- выдача свидетельств о праве на наследство;
- наложение и снятие запретов отчуждения имущества;
- свидетельствование верности копий документов и выписок из них;
- свидетельствование подлинности подписи на документах;
- свидетельствование верности перевода документов с одного языка на другой;
- удостоверение факта нахождения гражданина в живых;
- удостоверение факта нахождения гражданина в определенном месте;
- удостоверение тождественности гражданина с лицом, изображенным на фотографии;
- удостоверение времени предъявления документов;
- передача заявлений физических и юридических лиц другим физическим и юридическим лицам;
- принятие в депозит денежных сумм и ценных бумаг;
- совершение исполнительных надписей;
- совершение протестов векселей;
- предъявление чеков к платежу и удостоверение неоплаты чеков;
- принятие на хранение документов;
- обеспечение доказательств;
- совершение морских протестов;
- принятие мер к охране наследственного имущества.

## Нотариальные действия, совершаемые главами администрации поселений (или специально уполномоченными должностными лицами администрации поселений)
- Свидетельствование верности копий документов и выписок из них;
- свидетельствование подлинности подписи на документах;
- принятие мер к охране наследственного имущества;
- удостоверение завещания;
- удостоверение доверенности.

Законодательными актами могут быть предусмотрены и иные нотариальные действия.